# Alignan-du-Vent
Alignan-du-Vent is een gemeente in het Franse departement Hérault (regio Occitanie). De plaats maakt deel uit van het arrondissement Béziers. Alignan-du-Vent telde op 1 januari 2022 1.761 inwoners.

## Geografie
De oppervlakte van Alignan-du-Vent bedroeg op 1 januari 2022 17,3 vierkante kilometer; de bevolkingsdichtheid was toen 101,8 inwoners per km².

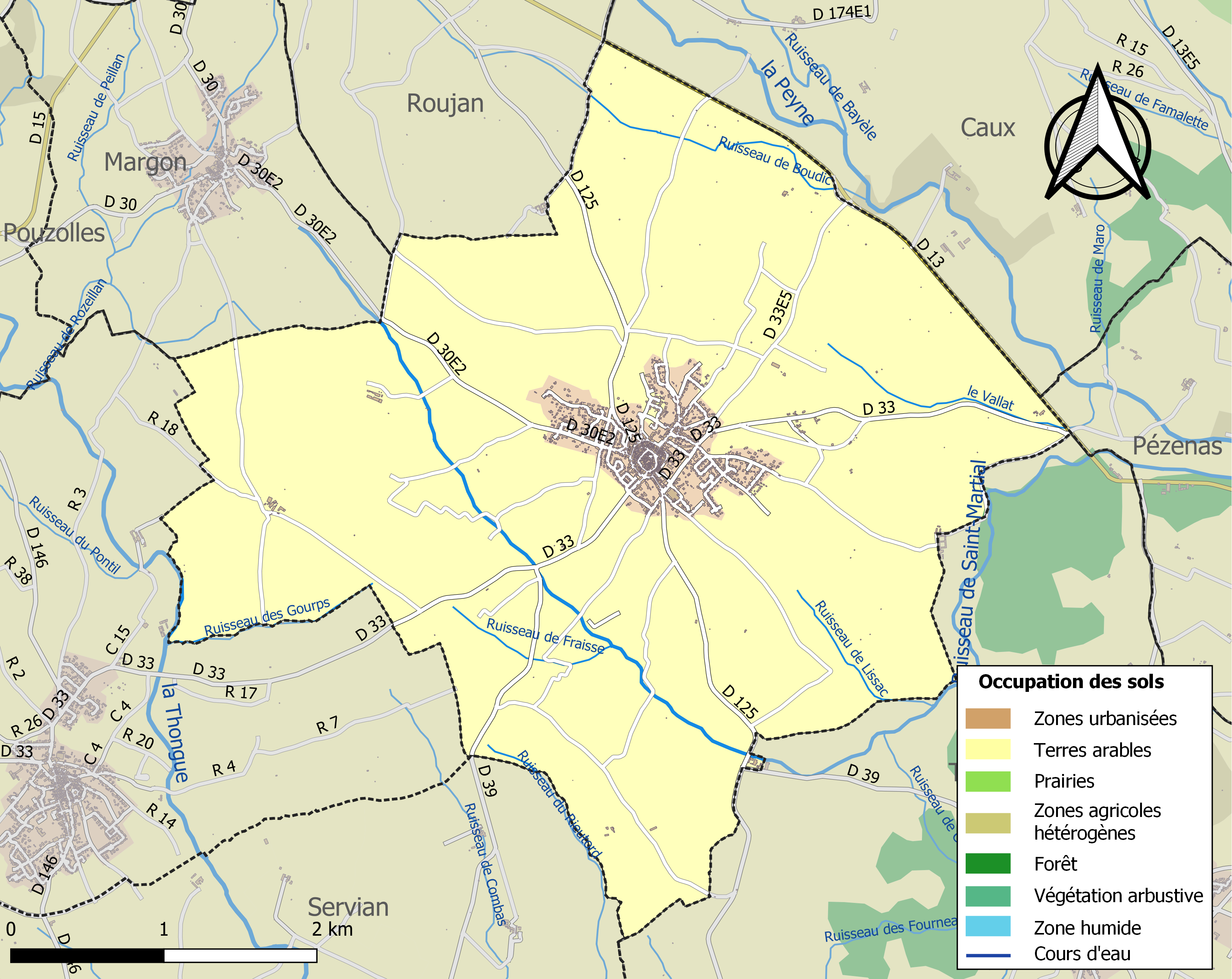
Kaart van de gemeente met belangrijkste infrastructuur, bodemgebruik en omliggende gemeenten

## Demografie
Onderstaande figuur toont het verloop van het inwonertal (bron: INSEE-tellingen).